# Blauwe waterereprijs
De blauwe waterereprijs (Veronica anagallis-aquatica) is een eenjarige, tweejarige of overblijvende plant die behoort tot de weegbreefamilie (Plantaginaceae). De plant komt van nature voor in Eurazië en verder in Noord- en Zuid-Afrika, Noord- en Zuid-Amerika en in Nieuw-Zeeland. De blauwe waterereprijs kan kruisen met de rode waterereprijs (Veronica catenata), maar deze bastaard is onvruchtbaar.
De plant wordt 15-60 cm hoog en heeft een groene of soms roodachtige, meestal iets vierkantige stengel. De 12 cm lange en 4 cm brede, langwerpige tot lancetvormige bladeren zijn meer bovenaan de stengel halfstengelomvattend. De onderste bladeren hebben en korte steel.
De blauwe waterereprijs bloeit van mei tot de herfst met lila tot blauwe, 4-7 mm grote bloemen. In de keel van de bloem zitten paarse adertjes. De spitse schutbladen zijn lintvormig. De kelkslippen zijn eirond tot lancetvormig. De breder dan hoge kroonbuis is veel korter dan 2 mm. De steel van de bloem maakt na de bloei een scherpe hoek met de as van de tros, die in de oksels van de bovenste bladeren zitten.
De 2,5-4 mm grote vrucht is een opgezwollen, eironde tot rondachtige, zwak ingesneden doosvrucht, die rechtopstaande kelkslippen heeft. De achtergebleven stijl is 1,5-2,5 mm lang. Het zaad is kleiner dan 0,5 mm.
De plant komt voor in ondiep, stromend water en langs het water op natte, voedselrijke grond.

## Namen in andere talen
De namen in andere talen kunnen vaak eenvoudig worden opgezocht met de interwiki-links.
- Duits: Blauer Wasser-Ehrenpreis, Gauchheil-Ehrenpreis, Ufer-Ehrenpreis
- Engels: Blue Water Speedwell
- Frans: Véronique mouron d'eau